# 奥特 (默尔特-摩泽尔省)
奥特（法語：Othe，法語發音：[ɔt]）是法国默尔特-摩泽尔省的一个市镇，属于布里埃区。

## 地理
奥特（49°29'44"N, 5°26'34"E）面积2.97 平方千米，位于法国大東部大區默尔特-摩泽尔省，该省份为法国东北部内陆省份，是洛林的一部分，北邻比利时、卢森堡，北起顺时针与摩泽尔省、下莱茵省、孚日省和默兹省接壤。
与奥特接壤的市镇（或旧市镇、城区）包括：奥坦河畔巴泽耶、弗拉西尼、沃洛讷。

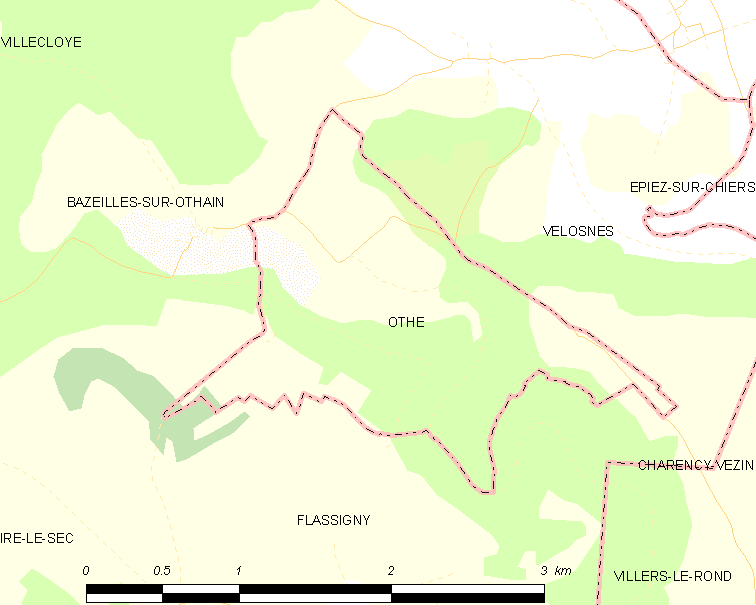
的OSM定位图

奥特的时区为UTC+01:00、UTC+02:00（夏令时）。

## 行政
奥特的邮政编码为54260，INSEE市镇编码为54412。

## 政治
奥特所属的省级选区为蒙圣马丹县。

## 人口

1962-2008年间人口变化图示

奥特于2022年1月1日时的人口数量为39人。